# Dr. Kucho!
Dr. Kucho! is de artiestennaam van de Spaanse producer/remixer Daniel Manzano Salazar die danceplaten produceert.

## Biografie
Vanaf 1992 heeft Dr. Kucho! allerlei danceplaten en remixes gemaakt voor verschillende labels, waaronder Quality Madrid, Virgin, Arcade, Blanco y Negro, Max Music en Md Records. Vanaf 1998 kwam hij bij Weekend Records, waar hij platen opnam als Sex machine, Patricia never leaves the house en La luna.
In 2003 richtte hij zijn eigen platenlabel op: Disc Doctor, waar hij een van zijn succesvolste tracks opnam: Belmondo rulez

## Discografie

### Singles
| Single met eventuele hitnotering(en) in de Nederlandse Top 40 | Datum van verschijnen | Datum van binnenkomst | Hoogste positie | Aantal weken | Opmerkingen                                                              |
| ------------------------------------------------------------- | --------------------- | --------------------- | --------------- | ------------ | ------------------------------------------------------------------------ |
| Can't stop playing                                            | 17-03-2005            | 16-04-2005            | 12              | 10           | met Gregor Salto / Nr. 16 in de Single Top 100 / Dancesmash op Radio 538 |
| Lies to yourself                                              | 2007                  | 22-09-2007            | 16              | 9            |                                                                          |
| Can't stop playing                                            | 2014                  | -                     |                 |              | met Gregor Salto / Nr. 66 in de Single Top 100                           |